# Jean-Louis Calderon
Jean-Louis Calderon (n. 19 aprilie 1958 – d. 22 decembrie 1989) a fost un jurnalist francez decedat la București în timpul evenimentelor din decembrie 1989.
Absolvent în 1981 al Centrului de jurnalism din Paris, Calderon a lucrat în funcția de cameraman la posturile franceze de televiziune Europe 1 și La Cinq.
În timpul evenimentelor din decembrie 1989 este trimis de către La Cinq pentru a transmite în direct relatări despre revoluția de la București.
În noaptea de 22 decembrie 1989, Calderon se afla în Piața Palatului. Din cauza schimburilor dese de focuri, jurnalistul francez s-a adăpostit, împreună cu alți tineri, în spatele unui tanc. Dinspre CC a apărut brusc un ARO asupra căruia s-a tras, crezând că este plin cu „teroriști”. ARO a intrat brusc în tanc, iar tancul, cu spatele, a trecut cu șenilele peste mai mulți tineri, printre care se afla și Calderon.
În memoria sa, o stradă din București și un liceu din Timișoara îi poartă numele.